# Armoiries des Terres australes et antarctiques françaises
Le blason des Terres australes et antarctiques françaises fut adopté le 4 septembre 1958[réf. nécessaire].

## Description
Les armoiries des Terres australes et antarctiques françaises se décrivent ainsi : écartelé, au premier d’azur au chou de Kerguelen d’argent; au deuxième d’or à la langouste de sable posée en pal; au troisième d’or à la tête et au col de manchot royal de sable couronné du champ; au quatrième d’azur à l’iceberg d’argent. L’écu est timbré d’un arc-en-ciel d’or sur lequel broche à la partie supérieure trois étoiles du même et chargé des mots de sable "TERRES AUSTRALES ET ANTARCTIQUES FRANÇAISES", le tout brochant sur deux ancres d’argent, placées l’une en bande et l’autre en barre. Les supports sont deux éléphants de mer d’argent.
Ces armoiries officielles ont été créées dans les années 1950 par l'héraldiste Suzanne Gauthier, sur les indications de l'ancien administrateur du territoire, Xavier Richert.

## Interprétation
- Le chou de Kerguelen représente le district de Kerguelen.
- Le manchot royal représente le district de Crozet, qui abrite la plus grande colonie mondiale.
- La langouste représente le district de Saint-Paul-et-Amsterdam, dont les eaux hébergent une importante population.
- L'iceberg représente le district de Terre Adélie situé sur le continent Antarctique.

Le district des Îles Éparses de l'océan Indien, rattaché en 2007 aux Terres australes et antarctiques françaises, n'est pas représenté.